# Шандра Ірина Олександрівна
Шандра Ірина Олександрівна (нар. 24 квітня 1982, с. Павлівка, Білокуракинський р-н, Луганська обл.) ― історикиня, педагогиня, докторка історичних наук (2016), професорка кафедри музейно-туристичної діяльності Харківської державної академії культури.

## Життєпис
У 1999 році закінчила середню школу № 7 міста Луганськ із золотою медаллю. У 1999—2004 роках навчалася на історичному факультеті Луганського національного університету ім. Тараса Шевченка, отримала диплом з відзнакою за спеціальністю «Історія» та здобула кваліфікацію вчителя історії та основ правознавства. У 2004—2007 роках навчалася в аспірантурі Луганського національного університету. Брала участь у V конкурсі студентських наукових робіт на здобуття премії ім. Ковальських у галузі українознавства в 2004 році та була відзначена дипломом і премією.  
У 2007 році захистила кандидатську дисертацію «З'їзди гірничопромисловців Півдня Росії в системі державних та громадських установ (1874—1918 рр.)» під науковим керівництвом професора А. О. Климова. Сфери наукових інтересів: соціально-економічна історія України XIX — початку ХХ століття, історія підприємництва та меценатства. Досліджує історію промисловості, транспортної та банківсько-фінансової систем Південного економічного району пореформеної доби. З 2007 року обіймала посаду старшого викладача, з 2011 року — доцентки кафедри історії України Луганського національного університету. Захистила докторську дисертація у 2016 році «Представницькі організації буржуазії українських губерній (1861—1919 рр.)». Науковий консультант — професор Н. Р. Темірова. З 2010 року входить до складу Національної спілки краєзнавців України.
З 2017 року працює в Харківській державній академії культури на посадах доцентки кафедри культурології та медіакомунікацій (2016), доцентки кафедри історії України та всесвітньої історії (2016—2018), завідувачки кафедри історії, музеєзнавства та пам'яткознавства (2018); нині — професорка кафедри музейно-туристичної діяльності ХДАК. Викладає навчальні дисципліни: «Історія України», «Історіографія історії України», «Історіософія», «Джерелознавство історії України», «Основи етнографії» та «Етнографія України». Бере участь в міжнародних та всеукраїнських науково-практичних конференціях і наукових семінарах доповідачем у різних містах України.

## Основні праці
- Шандра І. О. З'їзди гірничопромисловців Півдня Росії: створення та діяльність (1874—1918 рр.): монографія / І. О. Шандра ; М-во освіти і науки, молоді та спорту України, Держ. закл. «Луган. нац. ун-т ім. Тараса Шевченка». — Луганськ: ДЗ «ЛНУ ім. Тараса Шевченка», 2011. — 299 с.

- Шандра І. О. Представницькі організації буржуазії українських губерній (1861—1919 рр.): монографія / І. О. Шандра ; М-во освіти і науки України, Донец. нац. ун-т (м. Вінниця). — Харків: Майдан, 2016. — 315 с.
- Шандра І. О. Сучасні західні теорії у вивченні представницьких організацій підприємців пореформеного періоду / І. О. Шандра // Українська історична наука в сучасному освітньому та інформаційному просторі: [колект. моногр.] / наук. ред. О. О. Салата ; Київ. ун-т ім. Бориса Грінченка. — Вінниця, 2018. — С. 8–21.

- Shandra I. Entrepreneurship Culture: Export Technologies, Strategies and Promoting Ukrainian Goods to the Market of the Ottoman Empire (Late 19th–Early 20th Centuries) / I. Shandra, N. Temirova, O. Birova // Tarih Kultur ve Sanat Arastirmalari Dergisi — Journal of history culture and art research. — 2020. — Vol. 9, № 4. — С. 184—194.
- Шандра І. О. Торгово-промислові музеї як засіб збільшення товарообігу: світовий та вітчизняний досвід (кінець ХІХ — початок ХХ ст.) / І. О. Шандра // Вісн. Харків. нац. ун-ту ім. В. Н. Каразіна. Серія: Історія: [зб. наук. пр.]. — Харків, 2020. — Вип. 58. — С. 104—123.
- Шандра І. Торгово-промислова статистика представницьких організацій підприємців українських губерній (друга половина ХІХ — початок ХХ ст.) / І. Шандра // Укр. іст. журн. / Нац. Акад. наук України, Ін-т історії України, Ін-т політ. і етнонац. дослідж. ім. І. Ф. Кураса ; Нац. Акад. наук України, Ін-т історії України, Ін-т політ. і етнонац. дослідж. ім. І. Ф. Кураса. — Київ: Наук. думка, 2020. — № 3. — С. 134—144.
- Шандра І. Інфраструктурні проєкти початку ХХ ст. на українських землях: нереалізовані можливості / І. Шандра // Дриновський збірник / Болгар. акад. наук, Харків. нац. ун-т ім. В. Н. Каразіна. — Софія ; Харків, 2021. — Т. 14. — С. 38–44.
- Шандра І. Адміністрування експорту українського вугілля до Османської імперії (кінець XIX — початок XX ст.) / І. Шандра // Міжнародні зв'язки України: наукові пошуки і знахідки: міжвідом. зб. наук. пр. / НАН України, Ін-т історії України. — Київ, 2022. — Вип. 31. — С. 112—129